# Anzánigo
Anzánigo (en aragonés Anzanigo) es una localidad y antiguo municipio de España, perteneciente al actual municipio de Caldearenas, en la comarca del Alto Gállego, provincia de Huesca, Aragón.

## Comunicaciones
Junto a Anzánigo discurre la A-1205, procedente de Santa María de la Peña, en la A-132, a pie del embalse de la Peña, y que se dirige hacia el norte siguiendo el curso del río Gállego hasta Anzánigo, a través de Triste, La Peña y Yeste. Desde Anzánigo, la carretera prosigue hacia el norte hasta Jaca, siguiendo el curso del arroyo de Bernués, pasando por Bernués, el puerto de Oroel a pie de Peña Oroel y la pardina de Larbesa.
Línea de ferrocarril de Zaragoza-Canfranc, apeadero de Anzánigo, tras cruzar el puente y seguir el desvío de la izquierda llegamos a este, el cual está a menos de un kilómetro de la población.
Actualmente el gestor de la infraestructura ferroviaria ADIF, está modernizando la totalidad de la línea de Canfranc, renovando vía con traviesa polivalente (para dos anchos), modificando radios y transiciones de curvas, revisando el gálibo de túneles, reforzando puentes y tramos metálicos, así como estaciones e instalaciones de seguridad y un nuevo sistema de regulación en la circulación de trenes. En un futuro y  para cuando la Reapertura de la línea sea un hecho, en la parte española, está previsto cambiar el ancho de vía de 1,67 m,  al ancho estándar o europeo 1,44 m y para así dar continuidad al servicio ferroviario  de trenes desde Zaragoza hasta Pau y viceversa.

## Geografía
Anzánigo se encuentra ubicado en la Galliguera, o valle del río Gállego, en el punto en el que desagua en el mismo el arroyo de Bernués. Este arroyo es conocido en la zona con el nombre de barranco de Izarbe, que es la unión de las aguas del barranco de Bernués, con el de Alfarraz a la altura de la ermita románica del despoblado medieval de Izarbe.

## Toponimia
El posible origen del nombre de Anzánigo, si nos remontamos a la época romana y nos referimos a uno de sus primeros nombres, Anzanus o Anzanianus, más un sufijo reafirmaría la propiedad o pertenencia sobre ese nombre propio. 
Los topónimos romanos terminados en “acus” o "icus" se refieren a explotaciones agrícolas, como ejemplo Anzánigo (ANZANICUS)  y  Sabiñánigo (SABINIANICUS)”. Por tanto, siguiendo el valle del Gállego, cuyo nombre significa el de río de las Galias (Gallicus), se trata de un camino y valle muy transitados desde época antigua, esta es una zona de antiguos topónimos en “acus” (Anzánigo y Sabiñánigo), celtas romanizados y referidos a fundos agrícolas, como el de un tal SABINIANUS, que luego fue el actual Sabiñánigo o de ANZANIANUS el actual Anzánigo”. Se ha demostrado la procedencia romana de los topónimos con sufijos en “-ANUS” (preferentemente en Hispania) y de otros en “-ACUS” (preferentemente en la Galia).
Influencia preromana: Sufijo vasco. En euskera existe una forma de genitivo de lugar que se declina al final de las palabras en “–KO” y que se aplica a nombres de poblaciones y no a personas. Según esta teoría, podría tratarse de un fundus o villa agrícola como sería entre otros el caso de Anzanicus, que fue repoblada por vascones en el Bajo Imperio o en la Alta Edad Media, de ahí que a su nombre le añadieran el sufijo “–KO” o “–IKO”. 
Más tarde derivó en “–IGO27”, quedando muy posteriormente como Anzánigo o Sabiñánigo.
Por tanto y siguiendo estas teorías, Anzánigo pudo ser fundado por los romanos, de ahí ese primer topónimo, aunque con influencia céltica y también vascona en su raíz..
Posteriormente a esa época romana y a lo largo de las Edades Media y Moderna, Anzánigo se ha denominado de las siguientes formas: Ançanego, Anzanecho, Anzaneco, Andizaniku, Andiçanicu, Anteçaneco, Antecannecco, Antecanneco, Antezaneco.  

## Historia

### Orígenes
Anzánigo tuvo un origen poblacional en una ubicación distinta a la de hoy en dia, estando ubicado inicialmente en la zona que se llama Iglesia Baja, junto al cementerio y siglos más tarde pasó al su emplazamiento actual, aunque se desconoce la fecha, este dato anterior parece muy probable, ya que hay restos de los edificios antiguos y de iglesia diseminados por las paredes de algunas casas del pueblo.  
Aún no sabiendo la época exacta de la fundación del pueblo, hay autores que la establecen alrededor del III a. C. ya que la calzada romana que cruza el término es coetánea, así como la probable existencia de un anterior puente que era utilizado para atravesar el Gállego en el tránsito de la calzada que iba desde Cesaraugusta al Bearn por el Summo Porto.  

### Edad Media
Según algunas investigaciones, el actual puente medieval de Anzánigo fue mandado construir por el Ramiro I, como punto de control y de fortificación de las fronteras por tratarse de un paso muy fácil tanto para personas, mercancías, así como de ejércitos, exigiéndose el pago del un pontaje o peaje y el importe de este dependía del número de personas y de animales que se cruzaran. 
En el siglo XI durante los inicios del Reino de Aragón, Andizaniku mantuvo gran  importancia estratégica y de hecho, la torre de la iglesia parece pertenecer a la de una antigua fortificación, ya que sus ventanas y aspilleras no forman parte de un edificio religioso sino más bien de uno militar. 
En Anzánigo se tienen noticias de que el Rey Ramiro I hizo testamento en esta población, también este pueblo se pudo utilizar como punto de partida de incursiones hacia territorios musulmanes como en el 1043 cuando Ramiro I de Aragón deseaba apoderarse de Tudela y aparece en Anzánigo con sus señores el 13 de febrero de 1043 para reunir los ejércitos que irán contra la ciudad navarra, llegando a ser por entonces considerada como una co-sede real.

### Edad Contemporánea
Durante la Guerra de la Independencia, Anzánigo tuvo también protagonismo como lugar de paso y por tener una guarnición de tropas napoleónicas, la cual fue atacada por José Tris "Malcarado" o "el Malcarau"  en enero de 1812. La mayor parte de los pueblos de la comarca sufrieron el saqueo e incendio por parte de las tropas francesas, en su retirada como ejército derrotado. 
Pese a haberse creado la Santa Hermandad por parte de Isabel la Católica, operativa entre 1476 y 1834, esta no podía controlar la infinidad de caminos existentes a lo largo del país y en particular las rutas transitadas y apartadas de las  comarcas pirenaicas.  Desde siglos anteriores y en particular durante el S-XVIII y XIX, dada la existencia de bandoleros y salteadores de caminos y debido a esa falta de seguridad, hasta que en 1844 no fue creada la Guardia Civil por parte del II duque de Ahumada, en muchas zonas del país se crearon grupos de milicias armadas o de migueletes. Por ello en Anzánigo, se creó un reten de personas armadas o de escopeteros, para la custodia de personas y mercancías de paso por la comarca. 
El último cuarto de siglo XIX fue fundamental para su desarrollo, por la llegada del ferrocarril y la construcción de las dos centrales hidroeléctricas de "La Hidro" y "La Central de Anzánigo". Posteriormente la construcción del Canal ayudó al incremento de la población en la zona. 
La sublevación militar republicana de Jaca de diciembre de 1930, también tuvo a Anzánigo y su término municipal como parte protagonista de estos, con el tiroteo y huida del general Las Heras. La guerra civil también se cobró víctimas entre la población, pese a estar en la retaguardia franquista y que no se librase combates en su suelo, su alcalde fue asesinado por falangistas. La posguerra fue muy dura en la zona, llegando sus habitantes a pasar auténticas penurias, por lo que muchos tuvieron que emigrar a las grandes ciudades para poder ganarse la vida, con lo que el pueblo quedó casi deshabitado y con poco más de 12 personas. En los años 80-90 se inaugura el Camping de Anzánigo, por lo que gracias a este, el pueblo "se da a conocer al mundo". En esta misma época Anzánigo parece resurgir de su letargo, con el arreglo de muchas de las casas por parte de sus propietarios y también con la llegada de nuevas gentes, que compraron y arreglaron otras. Actualmente Anzánigo pertenece al Municipio de Caldearenas, de la Mancomunidad del Alto Gállego. En esta localidad hay una cofradía de la virgen de Izarbe y el segundo fin de semana del mes de mayo es cuando se realiza la romería a la ermita de Izarbe. Cada año de celebran sus fiestas hacia finales de julio. 
En 1972, el antiguo municipio de Anzánigo fue disgregado: la mayor parte se incorporó a Caldearenas (casi todo su término), a excepción del núcleo de Centenero y su término, que pasó a formar parte del término municipal de Las Peñas de Riglos, según los términos recogidos en el Decreto 3389/72, de 30 de noviembre, publicado en el Boletín Oficial del Estado número 299, de 14 de diciembre.

## Patrimonio

### Patrimonio civil

#### Puente

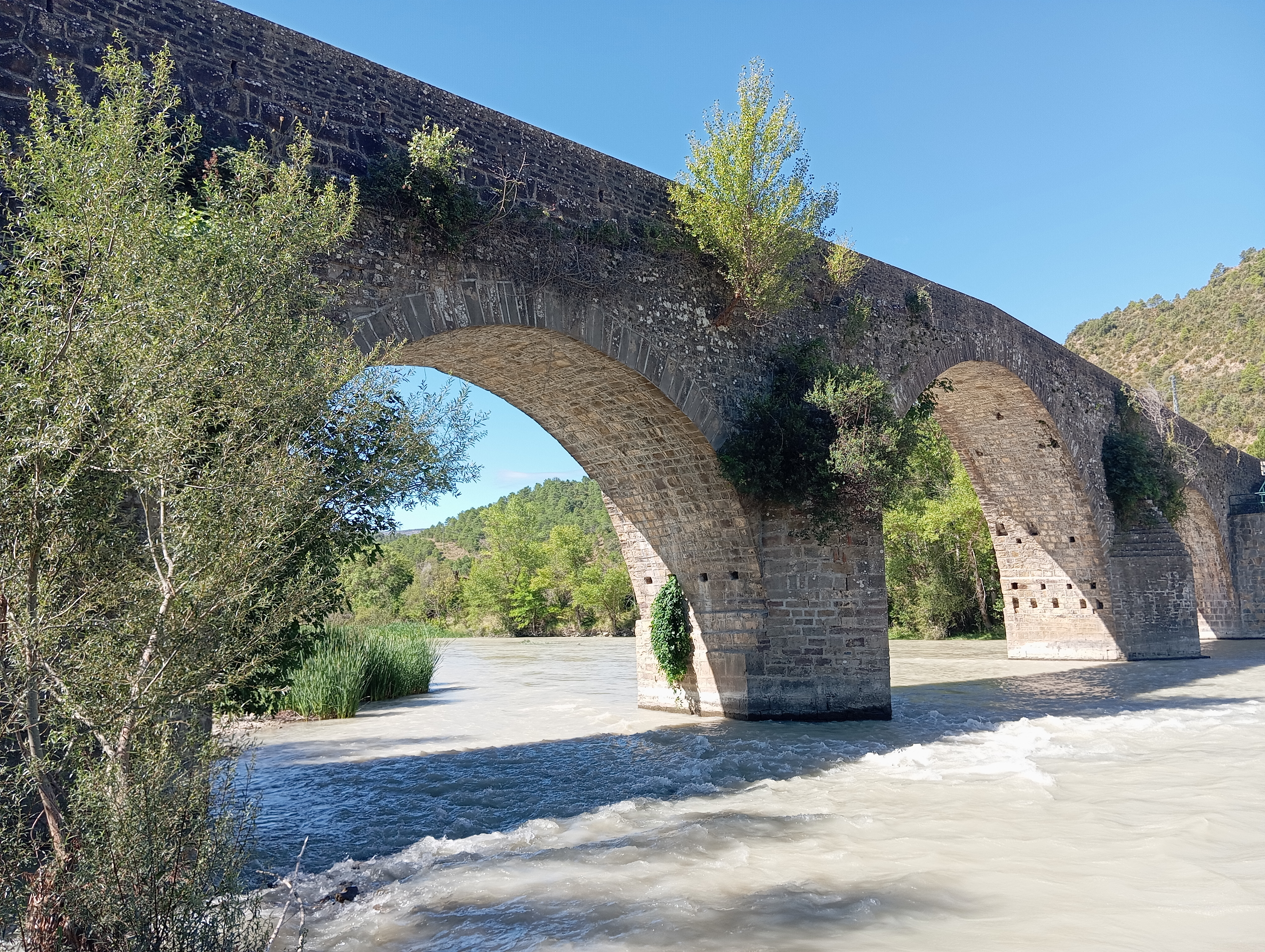
Vista del puente de Anzánigo

El puente tiene origen en uno ya mencionado en el 1304 aunque autores como Adolfo Castán constatan que las sucesivas inundaciones del rio y sus consecuentes reparaciones han dejado muy pocos restos del puente original, quedando solamente algunos restos en las tres pilas y en el estribo derecho, siendo la gran mayoría de la factura superviviente de las reconstrucciones de los siglos XVI y XVIII aunque el arco central se hundió en dos ocasiones en el siglo XX, concretamente en 1913 y en 1925, siendo reconstruido con posterioridad.

#### Estación de Ferrocarril

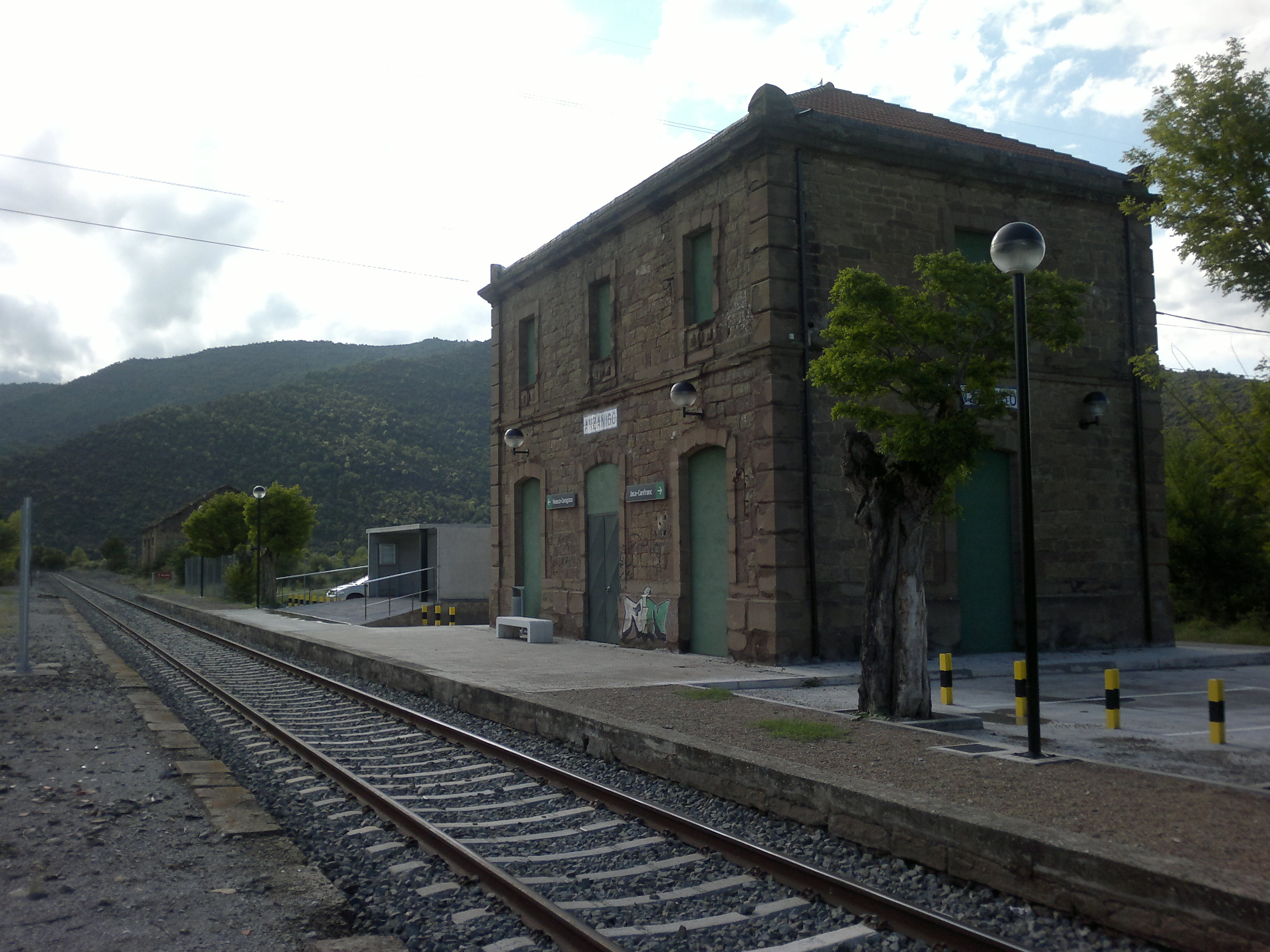
Vista general del apeadero desde las vias.

Se trata de una estación inaugurada en el 1893 como parte de la ruta entre Huesca-Jaca que buscaba unirla con el paso a Francia a través de Canfranc y que tras su incorporación a Renfe dejó de tener viajeros en el 2013.

### Patrimonio religioso

#### Ermita de la Virgen de Izarbe
Ubicada a unos dos kilómetros al norte de Anzánigo, se accede a la misma a través de una pista desde la carretera A-1205. 
Construida en el siglo XII, se trata de un templo de planta única rectangular con presbítero y ábside semicircular orientado que ejerció como principal edificio religioso de un despoblado medieval, habiendo sido construida con una piedra sillar de buena calidad, cuenta con un porche pero que es un añadido posterior, al igual que ábside es una reconstrucción ya que debió sufrir un derrumbe en algún momento.
La talla de la virgen que actualmente se encuentra en la iglesia parroquial de la población procede de este templo, tratándose de una virgen entronada sedente del siglo XII.

## Demografía
| Gráfica de evolución demográfica de Anzánigo entre 1842 y 1970 |
| |
| Población de derecho según los censos de población del INE Población de hecho según los censos de población del INEEntre el censo de 1857 y el anterior, crece el término del municipio porque incorpora a Centenero Entre el censo de 1981 y el anterior, este municipio desaparece porque se integra por partes en los municipios Caldearenas y Las Peñas de Riglos |

### Localidad
Datos demográficos de la localidad de Anzánigo desde 1900:
| 181                   | 191 | 184 | 139 | 269 | 268 | 249 | 117 | 38 | 53 | 23 | 24 | 26 |
| (Fuente: IAEST e INE) |     |     |     |     |     |     |     |    |    |    |    |    |

- Datos referidos a la población de derecho.

### Antiguo municipio
Datos demográficos del municipio de Anzánigo desde 1842:
| 161           | 316 | 332 | 258 | 315 | 342 | 375 | 420 | 380 | 385 | 337 | 315 | 298 | 146 | -- |
| (Fuente: INE) |     |     |     |     |     |     |     |     |     |     |     |     |     |    |

- Entre el censo de 1857 y el anterior, crece el término del municipio porque incorpora a Centenero.
- Entre el censo de 1981 y el anterior, este municipio desaparece porque se integra por partes en los municipios de Caldearenas y Las Peñas de Riglos.
- Datos referidos a la población de derecho, excepto en los censos de 1857 y 1860 que se refieren a la población de hecho.

## Cultura
En el mes de mayo se celebra una romería a la ermita de la Virgen de Izarbe.